# 金知元
金 知元（キム・ジウォン、朝: 김지원、英: Kim Ji-won、1959年8月6日 - ）は、大韓民国の男子プロボクサー。ソウル出身。実弟は映画監督のキム・ジウン。元IBF世界スーパーバンタム級王者。

## 来歴
1980年ボンベイで行われたアジアアマチュアボクシング選手権フライ級金メダルの実績を引き下げ、1982年1月24日、金はプロデビューを果たし8回判定勝ちを収めた。
1982年9月10日、ネプタリ・アラマグと対戦し引き分けに終わった。
1983年5月17日、6か月ぶりのネプタリ・アラマグとの再戦を行ったが、前回と同様に引き分けた。
1983年9月18日、韓国スーパーバンタム級王者陳正春と対戦し、10回判定勝ちを収め王座獲得に成功した。
1983年10月29日、鄭巡鉉の返上で空位となった東洋太平洋ボクシング連盟 (OPBF)東洋太平洋スーパーバンタム級王座決定戦をリトル・バンゴヤンと行い、12回判定勝ちを収め王座獲得に成功した。
1983年12月11日、リト・コルテスと対戦し2回KO勝ちを収め、OPBF王座初防衛に成功した。
1984年2月12日、サイパ・モノドと対戦し4回TKO勝ちを収め、2度目の防衛に成功した。
1984年4月8日、ロランド・ナヴァーロと対戦し12回判定勝ちを収め、3度目の防衛に成功した。
1984年9月15日、フェル・マラタグと対戦し6回TKO勝ちを収め、4度目の防衛に成功した。
1985年1月3日、韓国のソウルで国際ボクシング連盟 (IBF)世界スーパーバンタム級王者徐聖仁と対戦し、10回1分1秒TKO勝ちを収め王座獲得に成功した。
1985年3月30日、水原市で後のWBO世界フェザー級王者ルーベン・パラシオスと対戦し、15回3-0（146-143、149-142、147-142）の判定勝ちを収め初防衛に成功した。
1985年6月28日、元IBF世界スーパーバンタム級王者ボビー・ベルナと対戦し、3回に金がダウンを奪われたがその回のうちにダウンを奪い返し、4回にダウンを追加しカウンテッドアウトでそのまま試合終了し、4回1分9秒逆転KO勝ちを収め2度目の防衛に成功した。
1985年10月9日、ソウルで前王者徐聖仁と9ヶ月ぶりに対戦し、初回1分6秒KO勝ちを収め3度目の防衛に成功した。
1986年6月1日、ルディー・カシカスと対戦。初回にダウンを奪われたが2回1分45秒TKO勝ちを収め4度目の防衛に成功した。
しかし金はWBA王者ビクトル・カジェハスとWBC王者ファン・メサとの王座統一戦を希望していたが、希望に反しライバルの李承勲との対戦が画策されてしまい嫌気がさした金はそのままIBF世界スーパーバンタム級王座を返上し、無敗のまま現役を引退した。

## 獲得タイトル
- 韓国スーパーバンタム級王座
- 第15代OPBF東洋太平洋スーパーバンタム級王座（防衛4=返上）
- IBF世界スーパーバンタム級王座（防衛4=返上）